# Radikal 162
Radikal 162 mit der Bedeutung „stampfen, gehen“ ist eines von 20  der 214 traditionellen Radikale der chinesischen Schrift, die mit sieben Strichen geschrieben werden.
Mit 132 Zeichenverbindungen in Mathews’ Chinese-English Dictionary gibt es sehr viele Schriftzeichen, die unter diesem Radikal im Lexikon zu finden sind.
Das Orakelknochen-Zeichen des Radikals ist 走 (= gehen). Es zeigt eine Wegekreuzung mit einem Fuß in der Mitte.
Das Radikal 辶 steht für Gehen, und die von ihm regierten Zeichen gehören in dieses Sinnfeld, zum Beispiel:
- 迎 (= entgegenkommen),
- 送 (= senden),
- 追 (= nacheilen),
- 逃 (= fliehen),
- 通 (= durchgehen),
- 过 (= hinübergehen).

Das Radikal existiert je nach Schrifttyp in verschiedenen Varianten. Zum Beispiel im Schriftzeichen „U+9038“ 逸 / 逸,  yì – „poet. Muße“:

U+2ECC mit einem Punkt (點 / 点,  diǎn) und einem vertikalen Knick (折,  zhé) wie es im Japanischen und Vereinfachten Chinesisch (VR China) verwendet wird; U+2ECD mit zwei Punkten (點 / 点,  diǎn) und einem vertikalen Knick (折,  zhé) im Koreanischen oder U+2ECE mit einem Punkt (點 / 点,  diǎn) und zwei vertikalen Knicke (折,  zhé) im Traditionellen Chinesisch (Taiwan):

Unterschiede des Zeichen 逸 (yì) in verschiedenen Ländern

Japanisches Straßenzeichen – 国道 „Nationalstraße“: 国 „Land“, „National-“, „Staat“ und 道 „Straße“, „Route“, „Weg“

Das so häufig zu hörende chinesisches Pronomen 這 / 这,  zhè – „dieser, diese, dieses – attributiver Gebrauch“ leitet sich von 迎 / 迎,  yíng – „entgegenkommen“ ab, daher der Fuß.
Zeichenverbindungen werden ausschließlich mit 辶 gebildet.

## Schriftzeichenverbindungen, die vom Radikal 162 regiert werden
| Striche | Zeichen                                                        |
| ------- | -------------------------------------------------------------- |
| +0      | 辵 辶                                                          |
| +01     | 辷                                                             |
| +02     | 辸边辺辻込辽                                                   |
| +03     | 达辿迀迁迂迃迄迅迆过迈迉                                       |
| +04     | 迊迋迌迍迎迏运近迒迓返迕迖迗还这迚进远违连迟                   |
| +05     | 迠迡迢迣迤迥迦迧迨迩迪迫迬迭迮迯述迱迲迳                       |
| +06     | 迴迵迶迷迸迹迺迻迼追迾迿退送适逃逄逅逆逇逈选逊                 |
| +07     | 逋逌逍逎透逐逑递逓途逕逖逗逘這通逛逜逝逞速造逡逢連逤逥逦逧     |
| +08     | 逨逩逪逫逬逭逮逯逰週進逳逴逵逶逷逸逹                           |
| +09     | 逺逻逼逽逾逿遀遁遂遃遄遅遆遇遈遉遊運遌遍過遏遐遑遒道達違遖遗遥 |
| +10     | 遘遙遚遛遜遝遞遟遠遡遢遣遤                                     |
| +11     | 遦遧遨適遪遫遬遭遮遯遰遱                                       |
| +12     | 遲遳遴遵遶遷選遹遺遻遼邆                                       |
| +13     | 遽遾避邀邁邂還邅邉                                             |
| +14     | 邇 邈                                                          |
| +15     | 邊 邋 邌                                                       |
| +16     | 邍                                                             |
| +17     | 邎                                                             |
| +19     | 邏 邐                                                          |

 Im Unicodeblock Kangxi-Radikale ist das Radikal 162 unter der Codepointnummer 12.193 (U+2FA1) codiert.